# O Mundo em Duas Voltas
O Mundo em Duas Voltas é um documentário brasileiro que estreou em 27 de abril de 2007.

## Sinopse
O filme relata a volta ao mundo feita pela Família Schürmann
com a falecida Kat Schurmann, e repete a expedição que havia sido feita por Fernão de Magalhães em 1519, numa viagem que durou cerca de dois anos e seis meses.
O filme relata os locais e situações durante a viagem, que passou pela América do Sul, Oceania, África e Europa, em um total de 30 países, percorrendo os 4 oceanos da Terra: Oceano Atlântico, Oceano Pacífico, Oceano Índico e também Pacífico Sul.

## Curiosidades
- O Mundo em Duas Voltas levou 10 anos, entre o período de preparação, a viagem e sua posterior conclusão.
- A viagem de volta ao mundo a bordo do veleiro Aysso percorreu mais de 30 países, 4 continentes e 3 oceanos. Foram mais de 60 mil quilômetros percorridos em 891 dias de viagem.
- Uma vez por mês era necessário que o veleiro aportasse em alguma ilha ou porto que tivesse um aeroporto próximo. Desta forma era possível enviar os rolos de filme rodados para Los Angeles. Lá os rolos eram revelados para, posteriormente, serem enviados ao Brasil.
- O diretor David Schürmann viveu no mar dos 10 aos 15 anos, quando decidiu desembarcar e estudar cinema e televisão na Nova Zelândia.

## Trilha sonora
| [ 1 ] |                      |                 |         |  |
| N.º   | Título               | Artista         | Duração |  |
| 1.    | "Rosa Dourada"       | Paula Fernandes |         |  |
| 2.    | "A Frota Parte"      | Rosane Viana    |         |  |
| 3.    | "No Veleiro da Vida" | Paula Fernandes |         |  |
| 4.    | "Tema de Kat"        | Rosane Viana    |         |  |
| 5.    | "O Regresso"         | Rosane Viana    |         |  |